# Anaiyur
Anaiyur é uma panchayat (vila) no distrito de Madurai , no estado indiano de Tamil Nadu.

## Demografia
Segundo o censo de 2001,  Anaiyur  tinha uma população de 38,302 habitantes. Os indivíduos do sexo masculino constituem 50% da população e os do sexo feminino 50%. Anaiyur tem uma taxa de literacia de 79%, superior à média nacional de 59.5%; com 53% para o sexo masculino e 47% para o sexo feminino. 10% da população está abaixo dos 6 anos de idade.